# Scienze economiche
Le scienze economiche sono una branca delle scienze sociali, incentrate sullo studio dei beni e servizi volti a soddisfare i bisogni dell'individuo nella società.

## Definizione
Pur essendo, per loro natura, principalmente orientate al versante economico tali discipline non trascurano altri aspetti come ad esempio quelli giuridici, politici e sociali. I vari ambiti comprendono, tra le altre, l'economia aziendale e politica.

## Insegnamento
Lo studio e l'insegnamento delle scienze economiche costituiscono, a livello d'istruzione universitaria, un corso di laurea triennale.